# Саніна Жанна В'ячеславівна
Жанна В'ячеславівна Саніна (рос. Жанна Вячеславовна Санина; нар. 12 лютого 1984) — російська футболістка, захисниця харківського «Житлобуду-1». Майстер спорту Росії (2016).

## Життєпис
Вихованка нововоронезького футболу. На початку дорослої кар'єри виступала за клуби вищої ліги Росії «Надія» (Ногінськ) та «Лада» (Тольятті).
Багато років грала за клуб «Рязань-ВДВ», в його складі ставала чемпіонкою (2013) і володаркою Кубка Росії (2014 року).
У 2017 році перейшла до клубу «Житлобуд-1». Дебютувала за харківський клуб 22 квітня 2017 року в переможному (2:0) виїзному поєдинку 1-о туру чемпіонату України проти «Родини-Ліцей». Жанна вийшла на поле на 76-й хвилині, замінивши Анну Петрик. Дебютним голом у футболці «Житлобуду-1» відзначилася 3 серпня 2018 року на 40-й хвилині переможного (11:0) домашнього поєдинку 1-о туру чемпіонату України проти «Родини-Ліцей». Саніна вийшла на поле в стартовому складі та відіграла увесь матч. Чемпіонка України (2017/18), срібний призер чемпіонату (2017), володарка Кубка України (2017/18).